# Työlki ellää
„Työlki ellää” (dialect finlandez (forma standard, Työllakin ellää): Poți trăi și prin muncă) este o melodie în finlandeză compusă de Timo Kiiskinen și interpretată de formația Kuunkuiskaajat. Melodia a câștigat competiția Euroviisut 2010, organizat de televiziunea YLE, folosită pentru selecția cântecului reprezentant al Finlandei la Concursul Muzical Eurovision 2010, în Bærum, Oslo, Norvegia. Va fi inclusă pe albumul formației, Kuunkuiskaajat.